# Paisjusz (Szynkariow)
Paisjusz, imię świeckie Wiktor Sierhijowycz Szynkariow (ur. 8 stycznia 1988 w Teodozji) – biskup Ukraińskiego Kościoła Prawosławnego Patriarchatu Moskiewskiego.

## Życiorys
Został ochrzczony w dzieciństwie. W latach nauki szkolnej był ministrantem w soborze Kazańskiej Ikony Matki Bożej w Teodozji.
W 2006 r. wstąpił do Taurydzkiego Seminarium Duchownego w Symferopolu. W latach 2007–2013 studiował na Uniwersytecie Narodowym w Atenach. W 2013 r. otrzymał z rąk biskupa gorłowskiego i słowiańskiego Mitrofana święcenia diakońskie (21 lipca) i kapłańskie (27 września). Początkowo niósł posługę w soborze katedralnym Objawienia Pańskiego w Gorłówce. 12 czerwca 2014 r. został proboszczem parafii Zwiastowania w tym mieście. Po zniszczeniu cerkwi parafialnej w wyniku ostrzału artyleryjskiego, od 7 sierpnia 2014 r. ponownie posługiwał w soborze katedralnym.
23 grudnia 2015 r. złożył przed metropolitą Mitrofanem wieczyste śluby mnisze z imieniem Paisjusz, ku czci św. Paisjusza Atoskiego. W marcu 2016 r. stanął na czele wydziału misjonarskiego eparchii gorłowskiej, a w sierpniu tego samego roku został zastępcą przewodniczącego komisji powołaniowej. 16 września 2017 r. otrzymał godność archimandryty. 28 września tego samego roku został proboszczem dwóch parafii (św. Mikołaja i Iwerskiej Ikony Matki Bożej) w Gorłówce. W grudniu 2019 r. rozpoczął posługę w Słowiańsku jako dziekan okręgu św. Aleksandra Newskiego; w styczniu następnego roku objął probostwo parafii katedralnej w tym mieście. We wrześniu 2020 r. został dziekanem okręgu łymańskiego eparchii gorłowskiej.
Postanowieniem Świętego Synodu, nominowany 12 maja 2021 r. na biskupa konstantynowskiego, wikariusza eparchii gorłowskiej. Chirotonia biskupia odbyła się 13 czerwca 2021 r. w soborze Zaśnięcia Matki Bożej w ławrze Peczerskiej, pod przewodnictwem metropolity kijowskiego i całej Ukrainy Onufrego.